# ماكسيمليان، أمير ساكسونيا الوراثي
ماكسيمليان، أمير ساكسونيا الوراثي (بالألمانية: Maximilian von Sachsen )‏ (و. 1759 – 1838 م) هو أرستقراطي ألماني، ولد في درسدن، توفي في درسدن، عن عمر يناهز 79 عاماً.

## جوائز
حصل على جوائز منها:
- وسام فارس رهبانية الصوفة الذهبية
- نيشان فرسان العقاب الأبيض.